# هبة عكيلة
هبة فهمى يوسف عكيلة (أم مهند؛ وُلدت في 9 أغسطس 1971) هي إعلاميةٌ فلسطينيَّة من قطاع غزة، تُعد من رائدات العمل الصحفي الفلسطيني. كانت قد بدأت مسيرتها في العمل الصحفي عام 1994 مع تأسيس إذاعة صوت فلسطين، وبعد شهرين انتقلت إلى قناة فلسطين الفضائية، حيث عملت مذيعةً للأخبار ومقدمةً للبرامج. انتقلت عام 2003 للعمل مراسلةً ميدانية لقناة الجزيرة من قطاع غزة.
يُذكر أنَّ والدها هو لواء شرطة متقاعد فهمي يوسف عكيلة (أبو إيهاب؛ 7 سبتمبر 1937 - 28 ديسمبر 2010)، وكان قد غادر مدينة يافا خلال نكبة 1948. كما يُشار بأنَّ هبة متزوجة ولديها 3 أبناء.